# Ammonius (cráter)

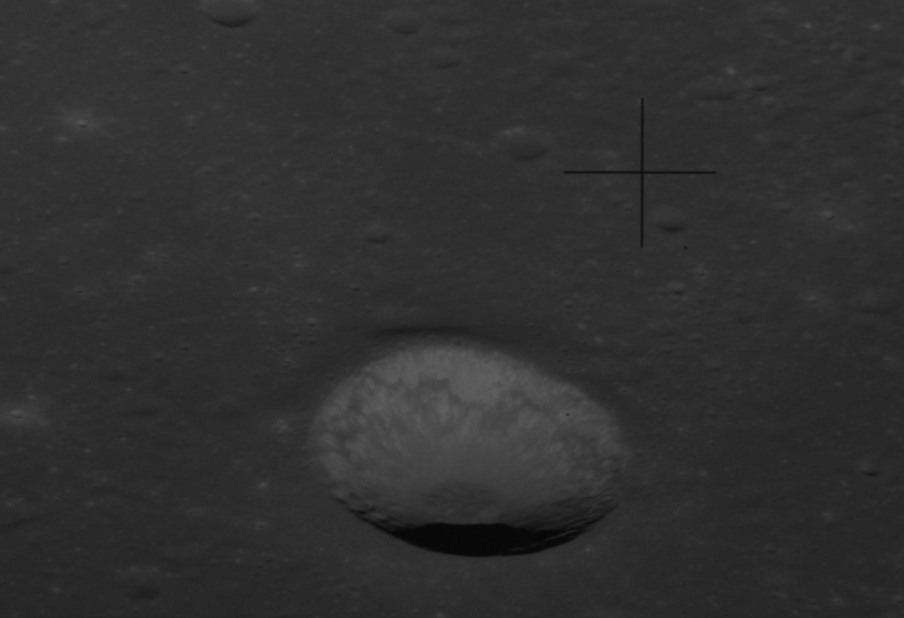
Fotografía de la misión Apolo 14

Ammonius es un cráter de impacto lunar en forma de cuenco con un borde ligeramente elevado. Se encuentra en el interior de la llanura amurallada del cráter Ptolemaeus, a unos 30 kilómetros al noreste del punto medio del cráter. En el pasado este cráter fue identificado como Ptolemaeus A, antes de ser nombrado por la IAU.
Justo al norte en el suelo inundado de lava de Ptolomaeus aparece un cráter "palimpsesto" relativamente importante: los discernibles bordes enterrados de un cráter preexistente. El diámetro de este cráter fantasma es casi el doble que el de Ammonius, y actualmente se identifica como Ptolemaeus B.

## Denominación
El cráter lleva el nombre de Amonio de Hermia. En el pasado, este cráter fue identificado como Ptolemaeus A, antes de que la UAI le asignase su denominación actual en 1976. Antes de que se le adjudicara el nombre de Ammonius, hubo una para que fuese llamado Lyot, nombre que sería utilizado para otro cráter situado extremo sureste de la Luna (véase el cráter Lyott).

## Referencias

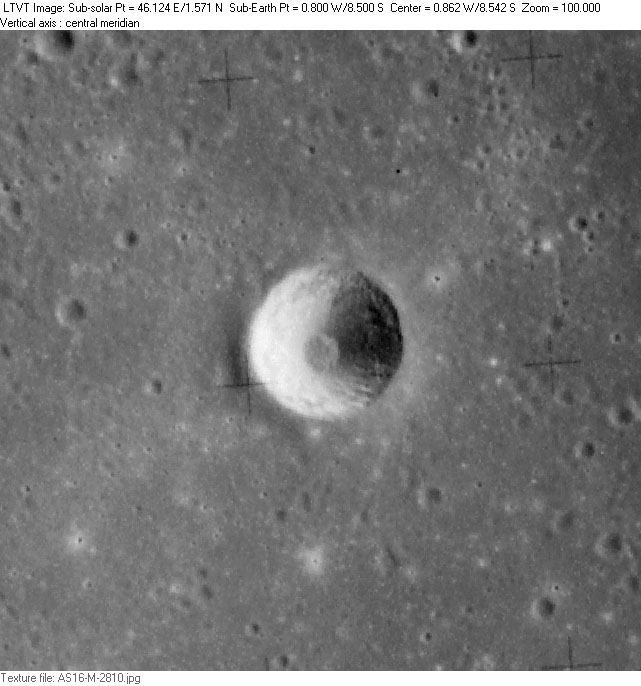
Fotografía de la misión Apolo 16